# 尼鲁姆县

尼鲁姆县位置

尼鲁姆县是巴基斯坦自由克什米尔地区所辖的一个县。尼鲁姆县北临北部地区吉尔吉特县，南邻印度，西邻曼瑟拉县与穆扎法拉巴德县。该县自穆扎法拉巴德县析置。尼鲁姆县总面积3,621 km²，人口126,000。

## 行政区划
该县分为2个乡。